# Trachyandra aridimontana
Trachyandra aridimontana är en grästrädsväxtart som beskrevs av John Charles Manning. Trachyandra aridimontana ingår i släktet Trachyandra och familjen grästrädsväxter. Inga underarter finns listade i Catalogue of Life.